# Levide
Levide är en småort i Gotlands kommun i Gotlands län och kyrkby i Levide socken, belägen på södra Gotland mellan Klintehamn och Hemse. SCB har avgränsat bebyggelsen i byn till en småort och namnsatt den till Levide och Skinnarve, där dock byn Skinnarve ligger norr om avgränsningen.
I Levide ligger Levide kyrka.